# Хуан Ботасо
Хуан Ботасо (шп. Juan Botasso; Буенос Ајрес, 23. октобар 1908 — Килмес, 5. октобар 1950) био је аргентински фудбалер. Био је голман за Аргентину у финалу првог светског првенства у фудбалу 30. јула 1930, које је Аргентина изгубила 4 : 2 против Уругваја.
Ботасо је каријеру започео 1927. године Аргентино де Килмесу. После играња на Светском првенству 1930. године, прешао је у ФК Расинг где је играо до 1938. године. Тада се Ботасо вратио у Аргентино де Килмес који је тада играо у аргентинској 2. дивизији.